# André Corbeau
Pour les articles homonymes, voir Corbeau.
André Corbeau, né le 1er avril 1950 à Colombiers-du-Plessis, est un coureur cycliste français, professionnel de 1973 à 1977. En 2012, il est mécanicien pour l'équipe Saur-Sojasun.
Son beau-frère Christian Poirier a également été cycliste professionnel. 

## Palmarès

### Palmarès amateur
- Amateur
  - 1970-1973 : 32 victoires
- 1970
  - 2e de Bordeaux-Saintes
  - 2e du championnat de France des sociétés
- 1971
  -  Champion de France des sociétés[n 1]
  - Paris-Auxerre
  - 2e de Paris-Mantes
  - 3e de Paris-Connerré
  - 3e de la Flèche d'or (avec Christian Poissenot)
- 1972
  - Ruban granitier breton
  - 3e de Paris-Vailly
  - 3e de Paris-Rouen
  - 3e de Paris-Montargis
- 1973
  -  Champion de France des sociétés[n 2]
  - Paris-Ézy
  - Souvenir Daniel-Fix
  - Paris-Montargis
  - 2e du Prix de la Saint-Laurent
  - 2e de Paris-Vierzon
  - 2e de la Palme d'or Merlin-Plage

### Palmarès professionnel
- 1975
  - 2e du Critérium national
- 1977
  - 3e du Grand Prix de Plumelec

## Résultats sur le Tour de France
2 participations
- 1975 : abandon (13e étape)
- 1976 : abandon (12e étape)